# 바반 상수
다음은 바반 상수(Barban's Constant)에 대한 설명이다.
{\displaystyle C_{B}=\prod _{p}\left(1+{{3p^{2}-1} \over {p(p+1)(p^{2}-1)}}\right)=2.596536...}(OEIS의 수열 A175640)
{\displaystyle p=prime\;\;number}

## 같이 보기
- 알틴 상수
- 쌍둥이 소수 상수
- 오일러의 곱셈 공식